# Łaźnia laboratoryjna

1. ogrzewana substancja
2. medium grzejne
3. kolba
4. miska
5. palnik

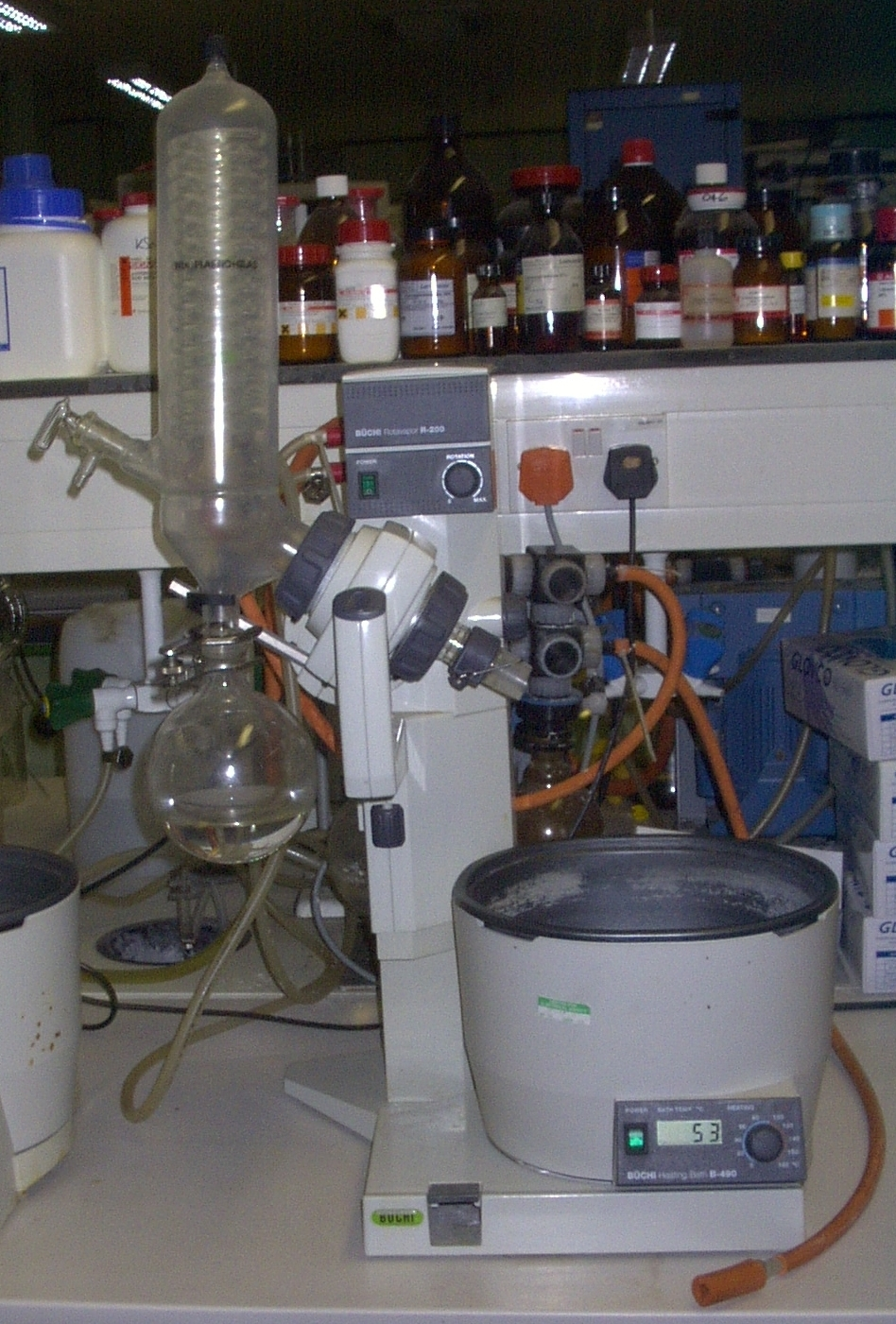
Nowoczesna elektryczna łaźnia wodna jako element wyparki próżniowej

Łaźnia – sprzęt laboratoryjny pośredniczący w ogrzewaniu lub chłodzeniu naczyń laboratoryjnych (wraz z ich zawartością). Łaźnia jest naczyniem wypełnionym odpowiednią substancją. Substancja ta może być nagrzewana przez zewnętrzne źródło ciepła w celu przekazywania tego ciepła dalej, poprzez ścianki naczynia laboratoryjnego do podgrzewanej substancji lub przeciwnie, może ona odbierać ciepło od substancji. Naczynie laboratoryjne jest zanurzone lub też otoczone substancją przekazującą ciepło z możliwie wszystkich stron.
Najczęściej na łaźni ogrzewa się okrągłodenne kolby z wąskimi szyjkami, ale stosowane są także inne naczynia, jak np. parownice, zlewki, czy probówki. Aby łaźnia prawidłowo spełniała swoje zadanie istotne jest, aby naczynia były zanurzone w łaźni wyraźnie powyżej poziomu substancji znajdującej się wewnątrz danego naczynia laboratoryjnego. Obecnie w zestawach destylacyjnych łaźnie ogrzewające zastępowane są często przez czasze grzejne, natomiast nowoczesne łaźnie stosowane w rotacyjnych wyparkach próżniowych wyposażone są w efektywny system grzejny, izolację termiczną, bezprzewodowe zasilanie elektryczne oraz kontroler temperatury z wyświetlaczem.
Bardziej zaawansowane technicznie łaźnie, w których zapewniona jest automatyczna kontrola temperatury (często z możliwością zarówno grzania, jak i chłodzenia) i w których medium wymieniające ciepło jest stale wprawiane w ruch za pomocą pompek lub mieszadeł nazywane są termostatami laboratoryjnymi.

## Zadania
- Zapewnienie równomiernego doprowadzania lub odprowadzania ciepła w skali całej powierzchni naczynia laboratoryjnego, co korzystnie wpływa na stabilność przeprowadzanego w tym naczyniu procesu fizycznego lub chemicznego.
- Dostarczanie ciepła lub odbieranie z jak największej powierzchni naczynia, co zazwyczaj wpływa na zwiększenie wydajności przeprowadzanego procesu.
- Zabezpieczenie przed przegrzaniem naczynia, szczególnie powyżej powierzchni substancji znajdującej się w tym naczyniu, co chroni naczynie przed pęknięciem, jak również wpływa na stabilność procesów, szczególnie przy wrzącej lub kipiącej zawartości naczynia.
- Znaczne ułatwienie kontroli temperatury podgrzewania lub chłodzenia lub też ograniczenie temperatury przeprowadzanego procesu co najwyżej do temperatury wrzenia substancji przekazującej ciepło.

## Rodzaje

### Łaźnie grzejne
- Łaźnia wodna – umożliwia ogrzewanie naczynia laboratoryjnego wodą podgrzaną w sposób kontrolowany do odpowiedniej temperatury lub wrzącą wodą pod normalnym ciśnieniem, a więc do stosunkowo niskiej temperatury ok. 100 °C. Po dodaniu do ogrzewającej wody wybranej substancji rozpuszczającej się w wodzie istnieje możliwość zmiany temperatury wrzącego roztworu w ograniczonym zakresie poniżej lub powyżej temperatury wrzenia wody destylowanej. W przypadku kontrolowanego podgrzewania wody ogrzewającej jedynie do wybranej temperatury poniżej temperatury wrzenia, duża jej ilość w łaźni sprzyja zachowaniu stabilności temperatury.
- Łaźnia olejowa – umożliwia ogrzewanie poniżej lub powyżej temperatury wrzenia wody pod normalnym ciśnieniem, aż do temperatury wrzenia specjalnie dobranego dla danych potrzeb oleju. Najczęściej stosuje się dwa rodzaje olejów – mineralne (oparte na pochodnych ropy naftowej), które umożliwiają ogrzewanie do ok. 160 °C (powyżej tej temperatury oleje mineralne zaczynają się palić), oraz silikonowe, które umożliwiają ogrzewanie nawet do 250 °C. Odmianą łaźni z olejem mineralnym jest też łaźnia parafinowa – zawiera ona stałe w temperaturze pokojowej parafiny, które topią się dopiero w ok. 60-70 °C
- Łaźnia parowa – hermetyczna lub półhermetyczna (z chłodnicą zwrotną) odmiana łaźni wodnej lub olejowej, gdzie naczynie laboratoryjne znajduje się ponad wrzącą cieczą i jest ogrzewane skraplającymi się na jego ściankach parami tej cieczy. Rozwiązanie to charakteryzuje się znacznie większą wydajnością przekazywania ciepła do naczynia laboratoryjnego przy zachowaniu niemal takiej samej temperatury co w łaźni z naczyniem zanurzonym we wrzącej cieczy. Łaźnia parowa wodna może być nawet niehermetyczna, gdyż para wodna nie zanieczyszcza otoczenia stanowiska pracy.
- Łaźnia ciśnieniowa – odmiana całkowicie hermetycznej łaźni ciekłej (olejowej lub wodnej) lub łaźni parowej, gdzie temperatura wrzenia ogrzewającej cieczy (lub jej par) powyżej normalnej temperatury wrzenia jest stabilizowana regulowanym zaworem ciśnieniowym utrzymującym odpowiednio wysokie ciśnienie.
- Łaźnia piaskowa – umożliwia równomierne ogrzewanie naczynia laboratoryjnego do wysokich temperatur, aczkolwiek zachowanie określonej temperatury jest utrudnione. Łaźnie piaskowe można teoretycznie wykorzystywać do zachowania temperatury będącej temperaturą topnienia krzemionki (ok. 1700 °C) pod warunkiem, że stosuje się w nich bardzo czysty piasek.
- Łaźnia powietrzna – przeciwieństwo łaźni parowej, łaźnia o bardzo łagodnej dynamice dostarczania ciepła do naczynia laboratoryjnego.
- Łaźnia ze stopem Wooda – zawiera tak dobrany stop bizmutu, ołowiu, kadmu i cyny, że topi się on w ok. 60-80 °C. Łaźnię tę można stosować w zasadzie bez górnego ograniczenia temperatury, a ograniczeniem jest tylko temperatura topnienia materiału, z którego są zrobione ścianki ogrzewanego naczynia.
- Łaźnia rtęciowa – w której ciepło przenoszone jest przez rtęć. Łaźnia rtęciowa jest bardziej uniwersalna od łaźni ze stopem Wooda, gdyż rtęć jest ciekła już w temperaturze pokojowej. Ze względu na toksyczność par rtęci jest ona obecnie rzadko stosowana.

### Łaźnie chłodzące
Wykonuje się je z mieszanin różnych związków chemicznych, które mają tendencję do samorzutnego utrzymywania niskiej temperatury, jeśli tylko systematycznie uzupełnia się w nich medium chłodzące (np. lód wrzucany do wody):
- mieszanina woda/lód: 0 °C,
- mieszanina woda/NaCl/lód: od –5 do –20 °C,
- mieszanina woda/KCl/lód: –10 do –30 °C,
- ciekły amoniak: –33 °C (rzadko stosowany ze względu na toksyczność amoniaku),
- mieszanina lód/uwodniony chlorek wapnia (CaCl2): –40 do –50 °C,
- mieszanina etanol/suchy lód: –72 °C,
- mieszanina aceton/suchy lód: –77 °C,
- mieszanina izopropanol/suchy lód: –78 °C,
- mieszanina aceton/ciekły azot: –94 °C,
- mieszanina eter dietylowy/suchy lód: –100 °C,
- mieszanina izopropanol/aceton/etanol/ciekły azot: ok. –110 °C,
- mieszanina metylocykloheksan/ciekły azot: –126 °C,
- ciekłe powietrze: –192 °C (rzadko stosowane, ze względu na koszty skraplania powietrza),
- ciekły azot: –196 °C,
- ciekły hel: –227 °C (ze względu na koszt helu stosowany zawsze w zamkniętych obiegach).

### Odpowiedniki
- Kocioł z płaszczem olejowym – odpowiednik łaźni olejowej w kuchni polowej, zapobiega przypalaniu.
- Specjalny garnek z płaszczem wodnym – odpowiednik łaźni wodnej służący do gotowania mleka, a raczej do podgrzewania go do temperatury o kilka stopni poniżej jego temperatury wrzenia. Naczynie kuchenne, którego podwójne ścianki zawierają w sumie niezbyt dużą ilość wody w porównaniu z ilością podgrzewanego mleka. Mimo to, ta niewielka ilość wody zostaje doprowadzona do wrzenia dopiero po podniesieniu się całej dużej objętości mleka wewnątrz naczynia do temperatury wrzenia wody. Rozwiązanie jest niezwykle korzystne z dwóch powodów: mleko nie przypala się i nie kipi, a mimo to jest „ugotowane” w znaczeniu zabicia znajdujących się w nim drobnoustrojów.
- Odpowiedni kołpak ogrzewany elektrycznie służący do kontrolowanego podgrzewania zawartości kolb laboratoryjnych, stosowany jako alternatywa łaźni grzejnej zwany czaszą grzejną.